# VK Jadran Split
VK Jadran Split (em croata: Vaterpolski Klub Jadran Split) é um clube de polo aquático croata da cidade de Split. atualmente na Liga Croata. É um dos clubes mais vitoriosos do polo aquático europeu.'

## História
VK Jadran Split foi fundado em 1920 na então Iugoslávia.

## Títulos
- LEN Champions League (7)
  - 1991-92, 1992-93
- Liga Iugoslava (10)
  - 1923, 1939, 1946, 1947, 1948, 1953, 1957, 1960, 1990-91